# Hérisson (Allier)
Hérisson ist eine französische Gemeinde mit 564 Einwohnern (Stand 1. Januar 2022) im Département Allier in der Region Auvergne-Rhône-Alpes. Sie ist Teil des Kantons Huriel im Arrondissement Montluçon und des Gemeindeverbandes Pays de Tronçais.

## Geografie
Die Gemeinde mit einer Fläche von 32,57 km² liegt an einem Bogen des Flusses Aumance, einem Nebenfluss des Cher am Südrand des Forêt de Tronçais, etwa 20 Kilometer nördlich von Montluçon.
Das Dorf Châteloy wurde zwischen 1801 und 1806 eingemeindet.

## Geschichte
Der Ort ist eine Gründung des 5. Jahrhunderts, nachdem die gallo-römische Vorgängersiedlung 475 zerstört worden war. Im Schutze eines Donjons (Wehrbau) entwickelte sich Hérission im 11. Jahrhundert zu einem ansehnlichen Handelsstädtchen. Im 12./13. Jahrhundert bauten die Bourbonen die Burg zu einer mächtigen Anlage aus, von der noch hoch aufragende Ruinen von drei Wehrtürmen künden. Bis ins 17. Jahrhundert konnte sich die Burg mit dem Städtchen Feinden gegenüber halten; 1652 wurde die Burg durch Jules Mazarin zerstört. Heute lebt man hier von Land- und Forstwirtschaft und einem noch nicht voll erwachten Tourismus. 1999 lebten in der Gemeinde 709 Einwohner.

### Bevölkerungsentwicklung
| Jahr                       | 1962 | 1968 | 1975 | 1982 | 1990 | 1999 | 2006 | 2016 | 2019 |
| Einwohner                  | 916  | 1043 | 979  | 872  | 801  | 709  | 679  | 627  | 620  |
| Quellen: Cassini und INSEE |      |      |      |      |      |      |      |      |      |

## Sehenswürdigkeiten
- Mittelalterliches Stadtbild mit verwinkelten engen Gassen und alten Häusern (15.–17. Jahrhundert)
- Ruine der Burg Hérisson, Monument historique[1]
- Kirche Saint-Pierre in Châteloy (romanisch, 11. Jahrhundert) mit Wandmalereien (restauriert) vom 13. bis 17. Jahrhundert, Monument historique[2]
- Glockenturm der Kirche Saint-Sauveur (13. Jahrhundert), Monument historique[3]
- Kapelle Saint-Étienne (15. Jahrhundert), Monument historique[4]
- Kirche Notre-Dame (19. Jahrhundert) mit einem gotischen Taufbecken
- Zwei befestigte Stadttore (Porte de la Rivière und Porte de Varenne, 11./12. Jahrhundert), Monument historique[5][6]
- Kalvarienberg-Kapelle (17. Jahrhundert) auf einer Anhöhe (20 min Fußweg dorthin)
- Musée du terroir hérissonnais
- Parc Louis Bignon
- Mühle Butoir

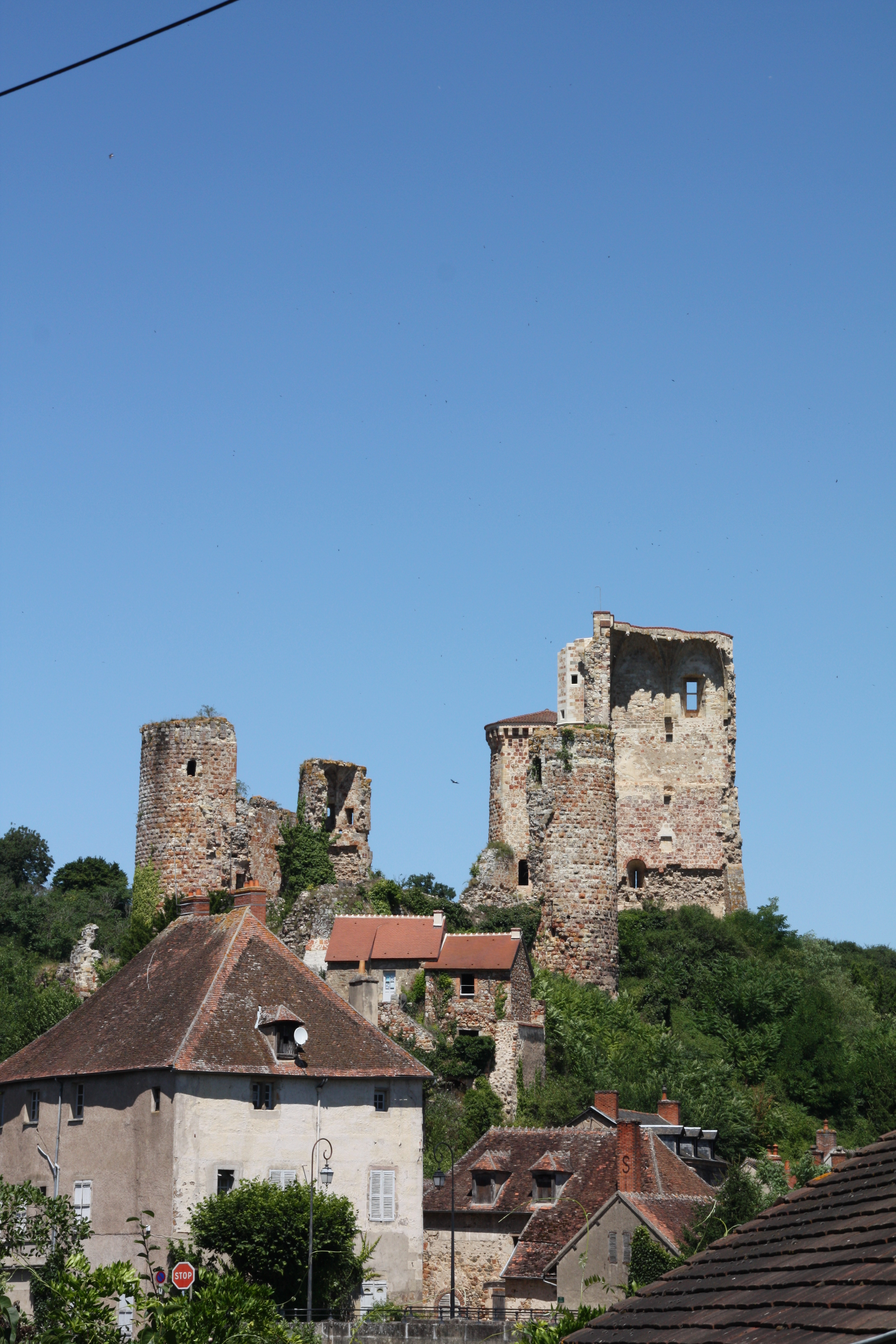
Schlossruine
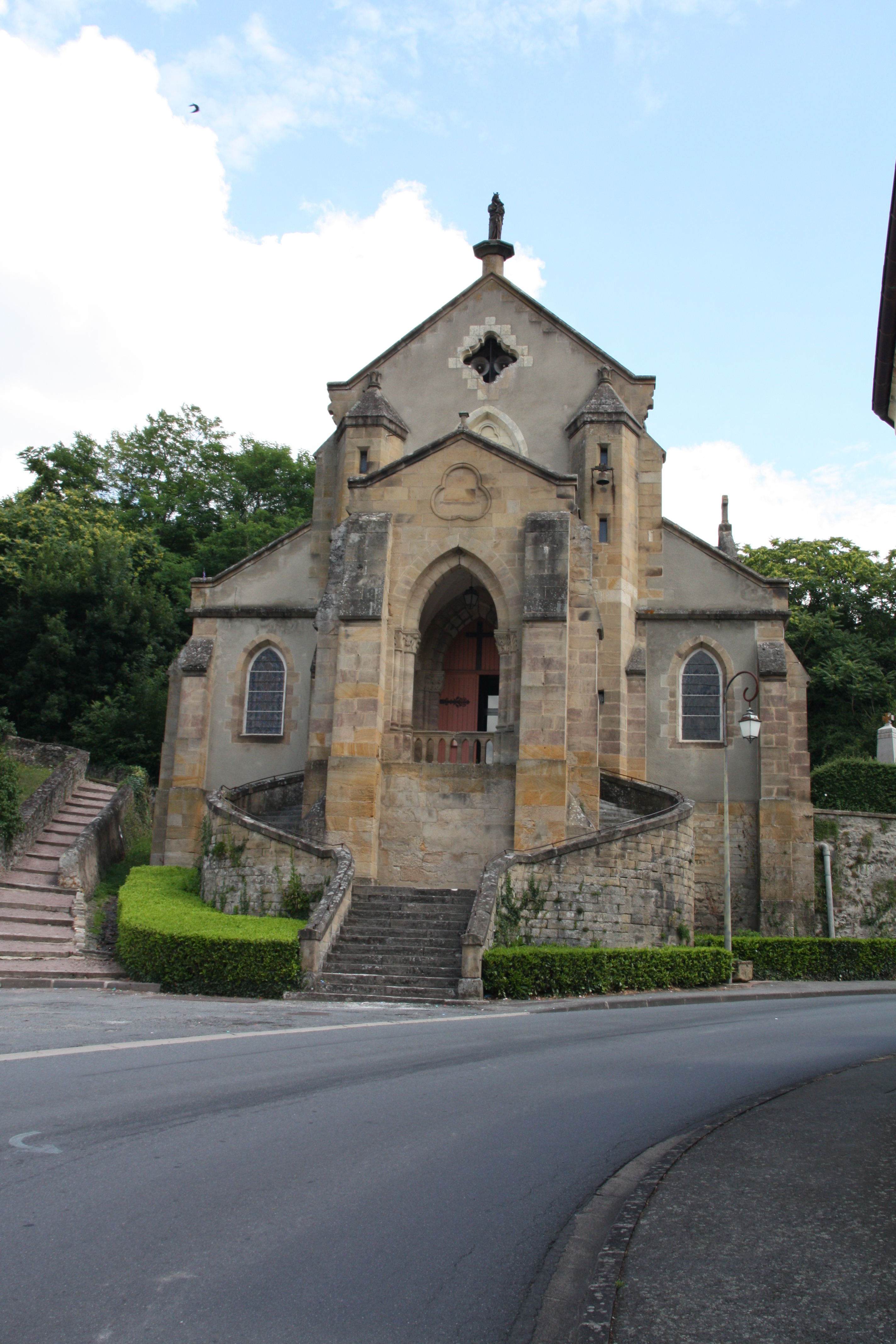
Kirche Notre-Dame
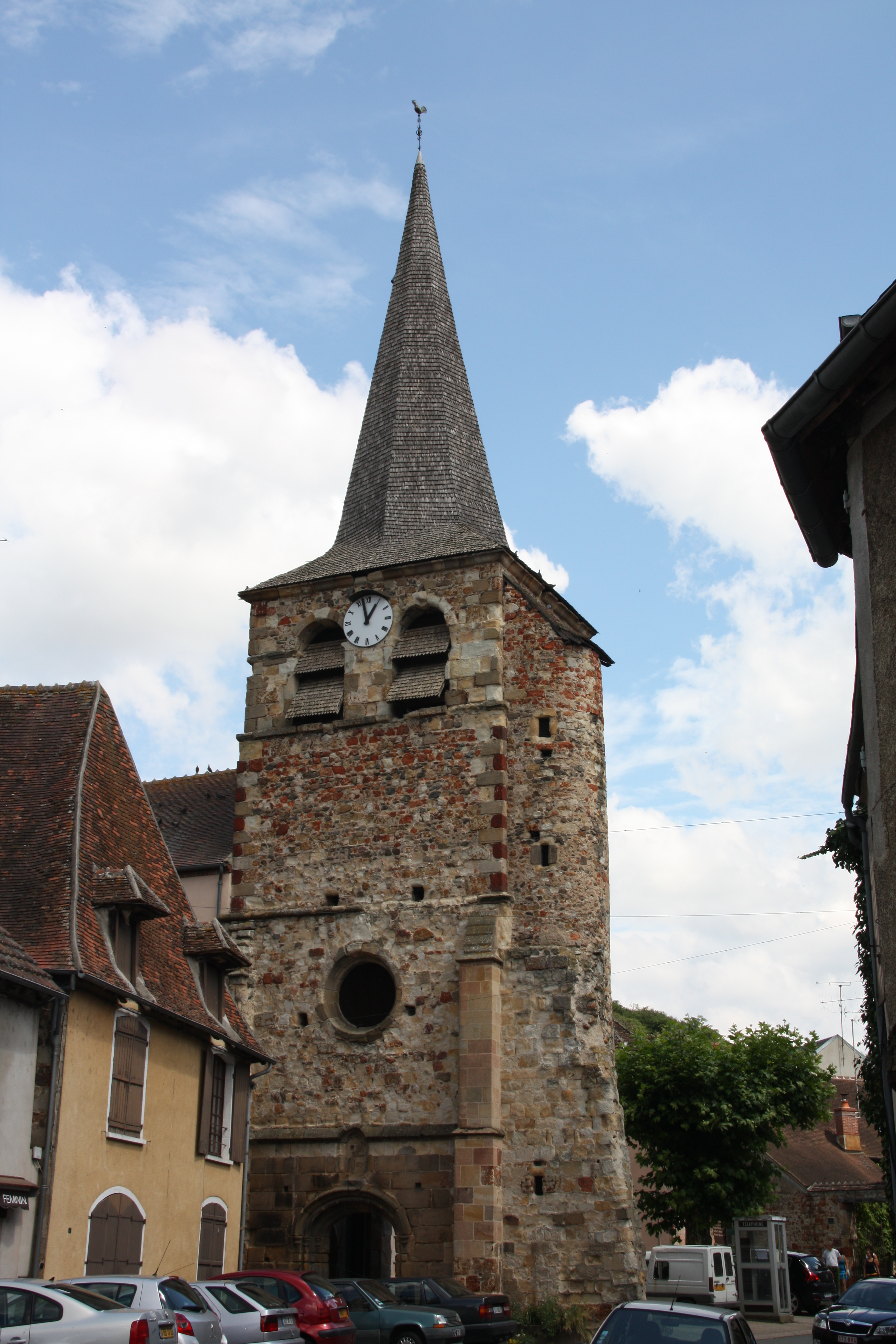
Glockenturm Saint-Sauveur
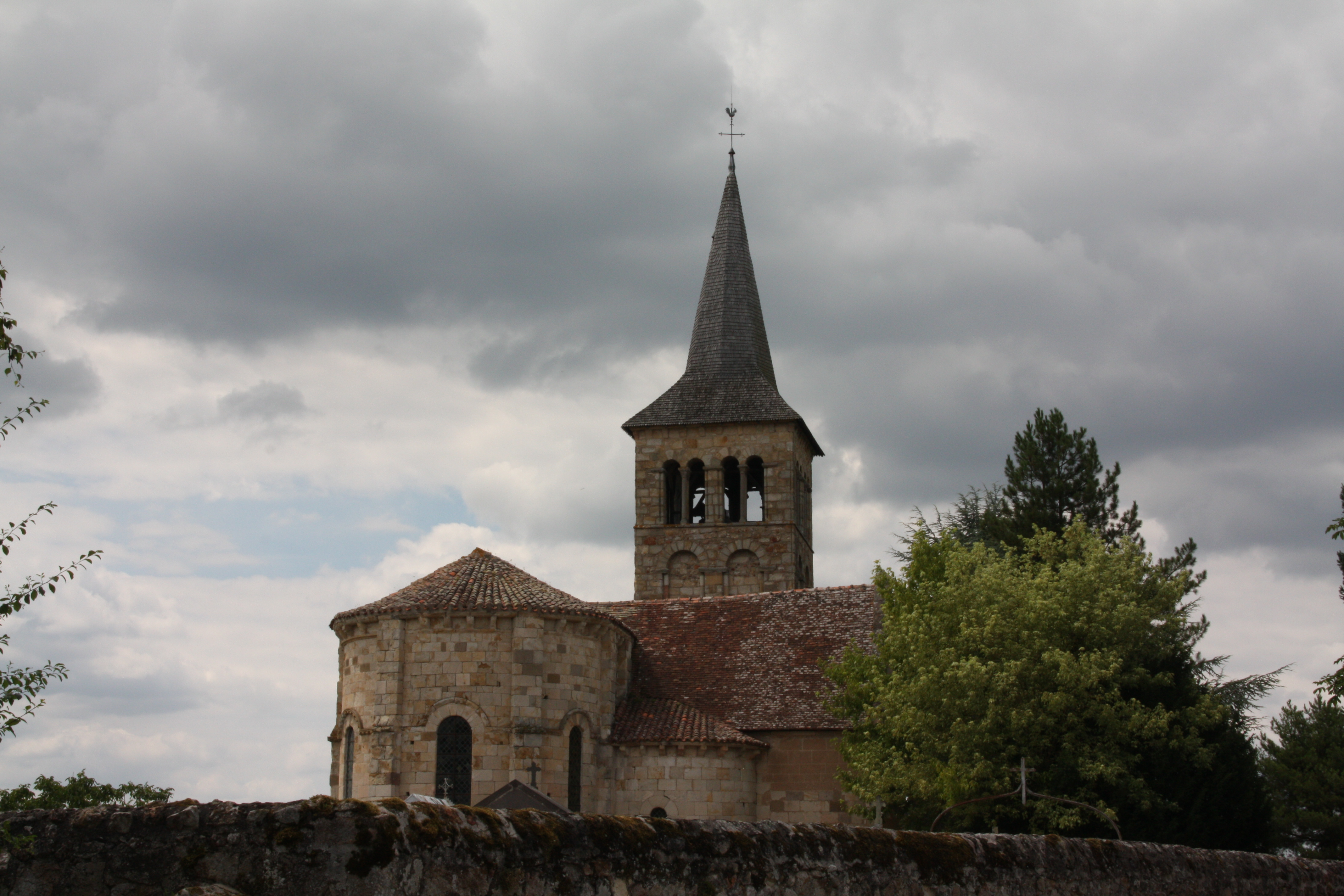
Kirche Saint-Pierre de Chateloy

## Persönlichkeiten
- Henri Harpignies (1819–1916), Maler des 19. Jahrhunderts.